# Okada Akihisa
Akihisa Okada (sinh ngày 28 tháng 9 năm 1994) là một cầu thủ bóng đá người Nhật Bản.

## Sự nghiệp câu lạc bộ
Akihisa Okada đã từng chơi cho Mito HollyHock.